# Отогавил (Алабама)
Отогавил (енгл. Autaugaville) град је у америчкој савезној држави Алабама. По попису становништва из 2010. у њему је живело 870 становника.

## Демографија
Према попису становништва из 2010. у граду је живело 870 становника, што је 50 (6,1%) становника више него 2000. године.
| Група             | 2000.       | 2010.       |
| Белци             | 265 (32,3%) | 270 (31,0%) |
| Афроамериканци    | 541 (66,0%) | 581 (66,8%) |
| Азијати           | 0 (0,0%)    | 0 (0,0%)    |
| Хиспаноамериканци | 8 (1,0%)    | 7 (0,8%)    |
| Укупно            | 820         | 870         |